# Desmanthus leptophyllus
Desmanthus leptophyllus là một loài thực vật có hoa trong họ Đậu. Loài này được Kunth miêu tả khoa học đầu tiên.